# Tres cosas
Tres cosas es el tercer trabajo discográfico de estudio, perteneciente a la cantautora argentina de indie pop y world music, llamada Juana Molina. Fue editado y producido completamente por Molina y sería reeditado posteriormente en Inglaterra por Domino Records en 2004 y en Argentina en 2005.

## Lista de canciones
Todas las canciones escritas y compuestas por Juana Molina. 
| N.º | Título                | Duración |  |
| 1.  | «No es tan cierto»    | 03:10    |  |
| 2.  | «El cristal»          | 05:03    |  |
| 3.  | «Sálvese quién pueda» | 05:30    |  |
| 4.  | «¡Uh!»                | 03:13    |  |
| 5.  | «Tres cosas»          | 03:56    |  |
| 6.  | «Yo sé que»           | 05:50    |  |
| 7.  | «Isabel»              | 03:00    |  |
| 8.  | «Zamba corta»         | 02:22    |  |
| 9.  | «Sólo su voz»         | 04:02    |  |
| 10. | «Cúrame»              | 04:54    |  |
| 11. | «Filter taps»         | 04:10    |  |
| 12. | «El progreso»         | 04:38    |  |
| 13. | «Insensible»          | 02:53    |  |